# 藤本壯介
藤本壯介（1971年8月4日—）是一名日本建筑师，同時也是藤本壮介建筑师事务所（Sou Fujimoto Architects）的创始人以及东京大学的副教授。他曾獲得過日本建筑大奖、JIA新人奖等奖项。

## 简介
藤本壮介是日本新生代最有才华的建筑师之一。他常用“原始”形容他的作品，把建筑实践看成是探索世界和人道的一种方式。1971年出生于北海道，1994年毕业于东京大学建筑系，2000年创建了藤本壮介建筑师事务所，2009年，东京大学特任他为准教授。同时，他还担任京都大学、東京理科大學、昭和女子大學的客座讲师。无论是房屋、临时装置、醫療或文化设施，其先锋设计总能获得来自世界各地的掌声。 
藤本壮介建筑师事务所由15位建筑师、设计师、工艺师和研究员组成。自创立以来获奖无数，包括连续3年夺得Architecture Review Award，包括《建築評論》大奖，2008日本建筑家协会大奖，2008巴塞罗那世界建筑节一等奖，2009年《Wallpaper》奖等。

## 履历
- 1971年出生于北海道
- 1990年 - 毕业于北海道旭川东高等学校
- 1994年 - 毕业于东京大学工学部，建筑学科
- 2000年 - 创立藤本壮介建筑师事务所
- 2000~2009年 - 东京大学准教授，京都大学、東京理科大學、昭和女子大學客座讲师
- 2013年至今 - 不再担任教职职务

## 作品
- 2003年 - 北海道伊达市 - 伊达的援助宿舍
- 2006年 - 北海道伊达市 - 情绪障碍儿童短期治疗设施
- 2006年 - 前桥市 - T House（“前桥的住宅”）
- 2007年 - 千叶县 - House O
- 2008年 - 大分市 - House N
- 2010年 - 小平市 - 武藏野美术大学图书馆
- 2010年 - 横滨市 - House Om
- 2011年 - 东京都 - House NA
- 2011年 - 臺灣臺中市 - 臺灣塔（競圖首獎，已取消興建）
- 2012年 - 西宫市 - House K
- 2012年 - 千葉縣市原市小湊鐵道飯給站的公眾洗手間「Toilet in Nature」 - 號稱最全界最大的洗手間[3]
- 2013年 - 英國倫敦市 - 蛇形畫廊（サーペンタイン・ギャラリー）
- 2013年 - 瀨戶內海 - 瀨戶之森住宅（せとの森住宅）
- 2017年 - 臺灣臺北市 - 寶舖水樹之間
- 2022年 - 臺灣臺南市 - 南埕衖事

## 建筑理念

### “弱建筑”
“我花更多的时间来摸索向人们展现一个全新的处理相互间关系的方式，引导人们如何去接触彼此，由人际关系的改变带来建 筑空间的改变，让人们在其中可以忽略“距离感”，这就是我在空间上所追求的感觉。 在建筑空间里应该多给人们一些选择的机会。只追求安全舒适的空间是不够的，在这种安定的空间里，为了促进人们之间的交流，应该多一些“可选性”。不能把建筑的功能强加于人，在同样的空间里面。有些人需要紧密，而有些人希望保持距离，这时候 的空间就应该具备“可选性”。这种基于 放弃建筑强加于人的功能的界定，减少设计师的个人设计意识和参与度，鼓励使用者开发想象的退让型设计，藤本壮介称之为“弱 建筑”。

### 重心转移
随着地域与文化等根基的丧失，建筑师开始逐渐寻找新的关注对象。此时，“弱建筑”应运而生。与传统建筑学关注功能、关注空间等建筑自身的客观因素不同，人与事件成为“弱建筑”关注的核心问题，也是诱发建筑空间分布的主导因素。建筑开始由建筑师主导设计转为建筑师引导、使用者参与的模式。建筑不再仅仅作为一种事物和对象而独立存在，它成为一种互动性的空间，容纳和激发各种可能的行为。 “弱建筑”概念的产生是基于建筑设计策略的对象由静止的建筑本身向有着多样可能性的人和事件转变的。对多样性的行为的激发成为建筑设计的主题。建筑设计的目的不再是创造一种思考和体验的空间，相反，建筑的视觉效果应该被削弱，空间的可开发性和可参与性应该被加强，从而适应不同的功能需求，满足不同的行为需要。空间开始具有抽象的物质特征而不具有和任何特定行为之间的一对一的关系。

## 评价
武汉理工大学土木工程与建筑学院的王发堂，陈晓雯认为，藤本壮介的建筑理论体系呈现独特的辩证逻辑：其设计方法论强调程序偶然性与生成秩序性的共生关系。在这种范式下，建筑形态作为设计过程的终端呈现，往往表现为去形式化的形态表现——即通过非预设性操作产生的空间结果。建筑功能在此逻辑中被重构为双重角色：一方面作为设计前提设定必然性约束，另一方面又需融入方法论框架成为衍生性要素。这种理论推演最终导向功能自主性的消解，形成方法论优先于功能表达的设计哲学。该理论引发的争议在于其偶然性与必然性的失衡。批评者指出，建筑设计作为社会实践产物，需在创作自由（偶然性）与使用规范（必然性）间建立动态平衡。过度强调方法论主导可能弱化建筑的社会属性，正如中国哲学中"从心所欲不逾矩"所揭示的辩证关系——创造性实践需在既定规则框架内实现突破。这种平衡思维在音乐领域亦有映射：五線譜体系通过符号系统（必然性）与演奏诠释（偶然性）的互动，展现了艺术创作中约束与自由的共生机制，而非单纯否定谱面结构的价值。

## 争议

### 山本理显对2025年世博会木构场馆的透明性质疑：350亿日元预算与采购信息披露争议
自2023年起，针对2025年4月即将开幕的大阪·关西世博会，山本理显持续通过个人社交媒体及专业期刊发声质疑。例如他曾指出：「（世博会）表面上宣扬可持续发展，实际预算却过度倾斜于标志性展馆建设，这种矛盾暴露了公共项目的决策断层。」（《新建築》2024年1月号） 上述质疑的矛头所指，正是本届世博会会场设计总策划——藤本壮介。
山本理显指出：尽管藤本壮介在X（原推特）宣称「施工进展顺利」，但作为公共项目主导者，他该做的不是发个人动态，而是召开記者會、提交详实报告来履行问责义务。 世博会主会场的环形结构需消耗大量木材，但官方从未公开采购来源。使用木材时，协助森林生态再生是基本伦理，可他们连「木材取自何处？是否损害原产地？」都避而不谈。更严重的是，在预算失控的背景下，环形结构与整体会场规划已陷入混乱。

## 获奖
- 2006年 - AR AWARDS 2006 大奖（情绪障碍儿童短期治疗设施）英国
- 2008年 - JIA 日本建筑大奖 (情绪障碍儿童短期治疗设施)
- 2008年 - World Architectural Festival-个人住宅部门最优秀奖（Final Wooden House）
- 2009年 - 个人住宅部门奖（Final Wooden House）
- 2009年 - Wallpaper Design Awards
- 2010年 - Spotlight: The Rice Design Alliance Prize

## 发表
- 2009年 - 「20XXの建築原理へ (建築のちから)」（与伊東豊雄，平田晃久共著）
- 2010年 - 「建築が生まれるとき」 - 中文译名《建筑诞生的时刻》

## 外部連結
- 藤本壯介建築設計事務所
- Sou Fujimoto 藤本壮介的X（前Twitter）
- Fraze-craze 訪問建築家藤本壯介